# 2025–26年台灣乙級足球聯賽
台灣乙級足球聯賽為台灣的半職業足球聯賽，為台灣次高層級男子足球聯賽。2025–26年賽季為台灣乙級足球聯賽的第六個賽季，亦為首個改制後的跨年度賽季，本屆賽事共有7支隊伍參賽，包括高雄先鋒、桃園國際、MCU Desafio和陽信北競預備隊，以及經由總統盃排名取得參賽資格的新北輔大航源、台中磐石預備隊、灣島等3支球隊。
本賽季除陽信北競預備隊、新北輔大航源、台中磐石預備隊等3隊，因屬甲級聯賽球隊之預備隊而無權升級外，其餘4支隊伍將爭奪升上台灣企業甲級足球聯賽的機會。

## 參賽隊伍
| 球隊               | 英文名稱               | 首次參賽  | 2024 成績  |
| ------------------ | ---------------------- | --------- | ---------- |
| 高雄先鋒           | Kaohsiung Attackers FC | 2023年    | 亞軍       |
| 桃園國際           | Inter Taoyuan FC       | 2020年    | 季軍       |
| 銘傳Desafio        | Mingchuan Desafio      | 2024年    | 殿軍       |
| AC Taipei Reserves | AC Taipei Reserves     | 2023年    | 第六名     |
| 臺中磐石預備隊     | Taichung Rock Reserves | 2025-26年 | 台乙資格賽 |
| 新北航源輔大       | Hang Yuan FJU          | 2025-26年 | 台乙資格賽 |
| 灣島               | Wan Island             | 2025-26年 | 台乙資格賽 |

註：
1. 高大國光（國立高雄大學）之2025–26台灣乙級足球聯賽參賽資格已轉讓予高雄先鋒足球俱樂部（柏文健康事業股份有限公司）[1]。

### 球隊變更

#### 加入球隊
升級自資格賽
- 台中磐石預備隊
- 新北航源輔大
- 灣島

#### 離開球隊
升級至台灣企業甲級足球聯賽
- 台中磐石

未報名2024年全國總統盃
- 臺北菁英SC

1. ↑  . 中國時報. 2025-06-13  [2025-08-15] （中文（臺灣））.